# 16107 Chanmugam
16107 Chanmugam è un asteroide della fascia principale. Scoperto nel 1999, presenta un'orbita caratterizzata da un semiasse maggiore pari a 2,7255827 UA e da un'eccentricità di 0,0451866, inclinata di 4,48329° rispetto all'eclittica.